# Département Val-de-Marne
Das Département du Val-de-Marne [valdəˈmaʀn] (deutsch „Marne-Tal“) ist das französische Département mit der Ordnungsnummer 94. Es liegt in der Region Île-de-France im Großraum Paris und umfasst überwiegend die Vororte südlich und südöstlich der Hauptstadt. Das Département ist nach dem Fluss Marne benannt.

## Geographie
Das Département Val-de-Marne grenzt im Nordwesten an Paris, im Norden an das Département Seine-Saint-Denis, im Osten an das Département Seine-et-Marne, im Süden an das Département Essonne und im Westen an das Département Hauts-de-Seine.
Zusammen mit den Départements Hauts-de-Seine und Seine-Saint-Denis bildet Val-de-Marne einen Ring um die Stadt Paris, der la petite couronne („kleine Krone“) genannt wird.

## Geschichte
Das Département entstand 1968 bei der Aufteilung der Départements Seine und Seine-et-Oise in kleinere Départements. Die Ordnungsnummer 94 weicht daher von der alphabetischen Reihenfolge ab.

## Städte
Die bevölkerungsreichsten Gemeinden des Départements Val-de-Marne sind:
| Stadt                 | Einwohner (2022) | Arrondissement   |
| --------------------- | ---------------- | ---------------- |
| Vitry-sur-Seine       | 95.282           | Créteil          |
| Créteil               | 92.859           | Créteil          |
| Champigny-sur-Marne   | 78.367           | Nogent-sur-Marne |
| Saint-Maur-des-Fossés | 76.010           | Créteil          |
| Ivry-sur-Seine        | 64.526           | Créteil          |
| Maisons-Alfort        | 57.422           | Créteil          |
| Villejuif             | 58.142           | L’Haÿ-les-Roses  |
| Fontenay-sous-Bois    | 52.646           | Nogent-sur-Marne |
| Vincennes             | 48.368           | Nogent-sur-Marne |
| Alfortville           | 45.569           | Créteil          |

## Verwaltungsgliederung

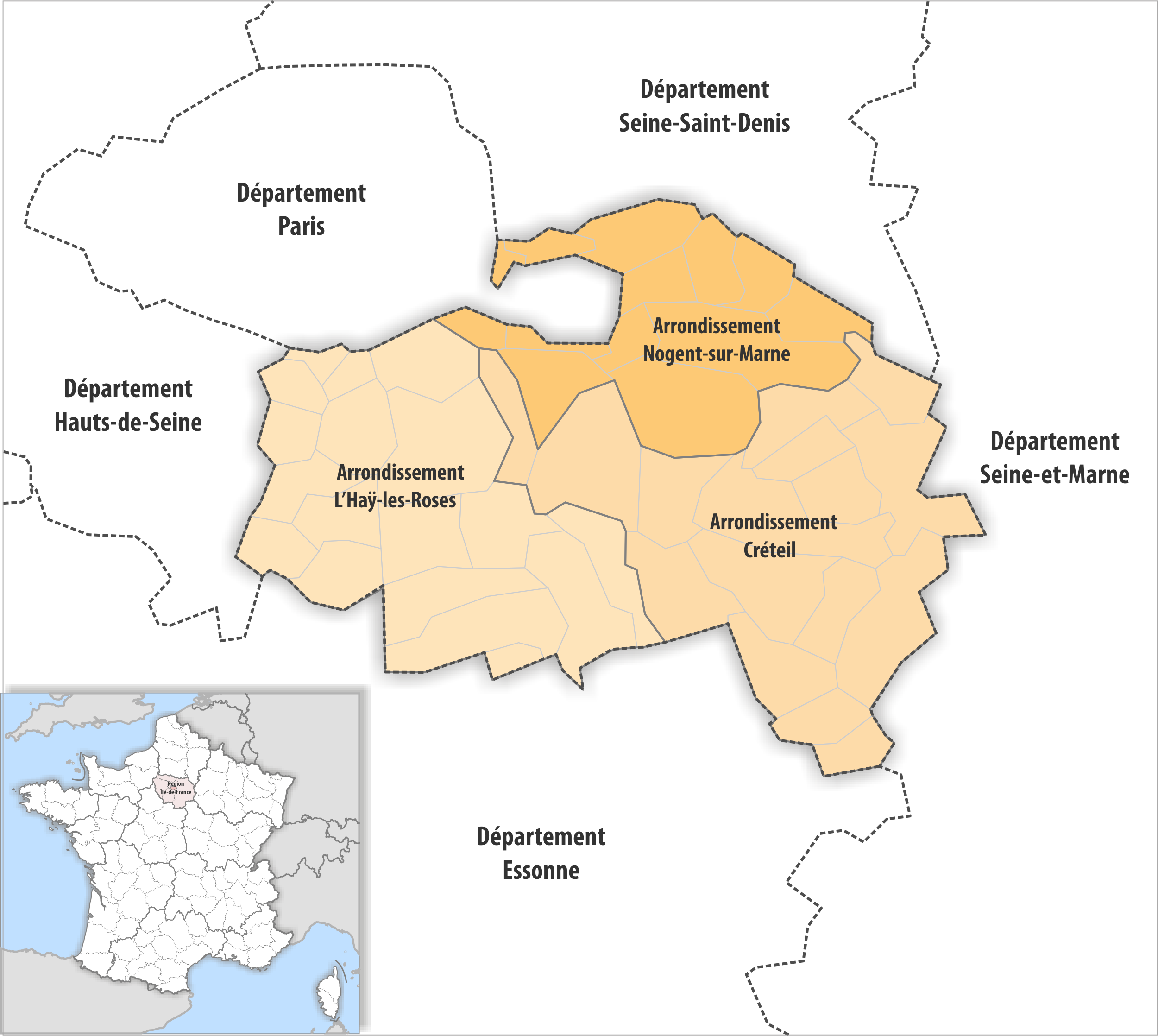
Gemeinden und Arrondissements im Département Val-de-Marne

Das Département Val-de-Marne gliedert sich in 3 Arrondissements, 25 Kantone und 47 Gemeinden:
| Arrondissement           | Kantone | Gemeinden | Einwohner 1. Januar 2022 | Fläche km² | Dichte Einw./km² | Code INSEE |
| ------------------------ | ------- | --------- | ------------------------ | ---------- | ---------------- | ---------- |
| Créteil                  | 6       | 16        | 324.088                  | 99,80      | 3.247            | 941        |
| L’Haÿ-les-Roses          | 11      | 18        | 579.162                  | 88,90      | 6.515            | 943        |
| Nogent-sur-Marne         | 9       | 13        | 516.281                  | 56,33      | 9.165            | 942        |
| Département Val-de-Marne | 25      | 47        | 1.419.531                | 245,03     | 5.793            | 94         |

Siehe auch:
- Liste der Gemeinden im Département Val-de-Marne
- Liste der Kantone im Département Val-de-Marne
- Liste der Gemeindeverbände im Département Val-de-Marne

## Einzelnachweise

Départementseinteilung der Île-de-France vor und nach 1968